# Dyskografia Macka 10
Dyskografia amerykańskiego rapera Macka 10 zawiera dziewięć studyjnych nagrań, jeden mixtape, osiemnaście singli oraz listę występów gościnnych.

## Dyskografia

### Albumy studyjne
| Rok  | Album                     | U.S. | R&B | Certyfikacja     |
| ---- | ------------------------- | ---- | --- | ---------------- |
| 1995 | Mack 10                   | 33   | 2   | Złoto (484,000+) |
| 1997 | Based on a True Story     | 14   | 5   | Złoto (475,000+) |
| 1998 | The Recipe                | 15   | 6   | Złoto            |
| 2000 | The Paper Route           | 19   | 4   |                  |
| 2001 | Bang Or Ball              | 48   | 4   |                  |
| 2002 | Mack 10 Presents: Da Hood | 40   | 9   |                  |
| 2003 | Ghetto Gutter & Gangsta   | 105  | 28  |                  |
| 2005 | Hustla’s Handbook         | 65   | 13  |                  |
| 2009 | Soft White                | 141  | 9   | US: (16,000+)    |

### Mixtape’y
- Hoo-Bangin’: The Mix Tape, Vol. 1
  - Wydany: 1999
  - Pozycja: # 87 Top R&B/Hip hop[1]

### ZWestside Connection
| Rok  | Tytuł             | Pozycja           | Pozycja                | RIAA certyfikacja                |
| ---- | ----------------- | ----------------- | ---------------------- | -------------------------------- |
| Rok  | Tytuł             | Billboard Hot 200 | Top R&B/Hip hop albums | RIAA certyfikacja                |
| 1996 | Bow Down          | 2                 | 1                      | Platyna (1,700,000+ egzemplarzy) |
| 2003 | Terrorist Threats | 16                | 3                      | Złoto (679,000+)                 |

### Single
| Rok  | Utwór                                                     | Pozycja           | Pozycja         | Pozycja               | Album                   |
| Rok  | Utwór                                                     | Billboard Hot 100 | Hot rap singles | Hot R&B/Hip-hop songs | Album                   |
| ---- | --------------------------------------------------------- | ----------------- | --------------- | --------------------- | ----------------------- |
| 1995 | "Foe Life" (featuring Ice Cube)                           | 71                | 6               | 42                    | Mack 10                 |
| 1995 | "On Them Thangs"                                          | –                 | 29              | 74                    | Mack 10                 |
| 1995 | "Westside Slaughterhouse"                                 | –                 | –               | –                     | Mack 10                 |
| 1997 | "Backyard Boogie"                                         | 37                | 5               | 23                    | Based on a True Story   |
| 1997 | "Only in California" (featuring Ice Cube & Snoop Dogg)    | –                 | –               | –                     | Based on a True Story   |
| 1998 | "Money's Just a Touch Away"                               | 54                | 5               | 31                    | The Recipe              |
| 1998 | "Let the Games Begin" (featuring Fat Joe & Big Punisher)  | –                 | –               | –                     | The Recipe              |
| 2000 | "From tha Streetz"                                        | –                 | –               | 78                    | The Paper Route         |
| 2000 | "Tight to Def" (featuring T-Boz)                          | –                 | –               | 65                    | The Paper Route         |
| 2001 | "Do tha Damn Thing"                                       | –                 | –               | –                     | Bang or Ball            |
| 2001 | "Hate in Yo Eyes"                                         | –                 | –               | 98                    | Bang or Ball            |
| 2002 | "Connected for Life"                                      | –                 | –               | 57                    | Bang or Ball            |
| 2003 | "Lights Out"                                              | –                 | –               | 61                    | Ghetto Gutter & Gangsta |
| 2005 | "Like This" (featuring Nate Dogg)                         | –                 | –               | –                     | Hustla’s Handbook       |
| 2005 | "The Testimony"                                           | –                 | –               | –                     | Hustla’s Handbook       |
| 2007 | "Street Shit" (featuring Butch Cassidy & Glasses Malone)  | –                 | 50              | –                     | Soft White              |
| 2008 | "Big Balla" (featuring Glasses Malone & Red Cafe/Birdman) | –                 | 116             | 90                    | Soft White              |
| 2009 | "So Sharp" (featuring Jazze Pha, Lil Wayne & Rick Ross)   | –                 | 80              | –                     | Soft White              |

### Gościnnie
- 1995: "West Up!" (WC and the Madd Circle feat. Mack 10, & Ice Cube) – Curb Servin’
- 1997: "Fetty Chico and the Mack" (Spice 1 feat. Mack 10) – The Black Bossalini
- 1998: "The Curse Of Money" (Ice Cube feat. Mack 10) – War & Peace Vol. 1 (The War Disc)
- 1998: "My Hoodlumz & My Thugs" (E-40 feat. Mack 10, & WC) – The Element of Surprise
- 1998: "It's Goin Down (Remix)" (Celly Cel feat. E-40, B-Legit, Rappin' 4-Tay, & Mack 10) – The G Filez
- 1999: "III Tha Hood Way" (MC Eiht feat. Mack 10, & Ice Cube) – Section 8
- 1999: "I Want It All" (Warren G feat. Mack 10) – I Want It All
- 1999: "Hoo Bangin' C.O.G. Style" (Chilldrin of da Ghetto feat. MC Eiht & Mack 10) – Chilldrin of da Ghetto
- 1999: "Senorita" (The Delinquents feat. Yukmouth & Mack 10) – Bosses Will Be Bosses
- 2000: "You Can Do It" (Ice Cube feat. Mack 10, & Ms. Toi - War & Peace Vol. 2 (The Peace Disc)
- 2000: "Where My Gangsta's At" (B-Legit feat. Mack 10, & Kurupt) – Hempin' Ain’t Easy
- 2000: "Nigga Shit" (E-40 feat. Mack 10) – Loyalty and Betrayal
- 2000: "Milk & Honey: (Mack 10 & The Comrads) – Baller Blockin' (soundtrack)
- 2000: "Shine" (Lil Wayne feat. Mack 10, Mickey, & Big Tymers) – Lights Out
- 2001: "Yes We Do" (Turk feat. Hot Boys & Mack 10)
- 2001: "Pay Day" (Big Syke feat. Krayzie Bone, Young Noble, Jadah & Mack 10) – Thug Law: Thug Life Outlawz Chapter 1
- 2002: "Get Yours" (MC Eiht feat. Mack 10) – Underground Hero
- 2002: "Walk" (WC feat. Mack 10, & Ice Cube) – Ghetto Heisman
- 2003: "Bang On" (Boo-Yaa T.R.I.B.E. feat. Mack 10 – West Koasta Nostra
- 2005: "Nobody Move" (Insane Clown Posse feat. Mack 10) – Forgotten Freshness Volume 4
- 2007: "A Few Good Man" (T-Bone feat. Mack 10) – Bone-Appetit!
- 2009: "Infiltration" (J. Wells feat. Mack 10, & Stacey Adams) – Digital Master
- 2009: "Sun Come Up (Remix)" (Glasses Malone feat. Rick Ross, T-Pain, & Mack 10) – Beach Cruiser
- 2009: "Chickn Talkn" (Triple C’s feat. Mack 10 & Warren G) – Custom Cars & Cycles

### Gościnnie w teledysku
- 1995: Friday Ice Cube
- 2008: Lollipop Lil Wayne
- 2008: Haterz Glasses Malone
- 2009: Sun Come Up Glasses Malone
- 2010: I Get Down Glasses Malone